# Kryoryctes
Kryoryctes — рід доісторичних однопрохідних ссавців з ранньокрейдової (альбської) формації Eumeralla у Вікторії, Австралія з групи Отвей у Бухті Динозаврів. Він відомий лише з часткової правої плечової кістки, вік якого оцінюється в 106 мільйонів років, і містить один вид, K. cadburyi. Голотип, NMV P20894, був описаний у 2005 році й зараз зберігається в палеонтологічній колекції музеїв Вікторії.

## Етимологія
Назва роду походить від грецького «kryo», що означає низька температура, що стосується сезонного холоду, типового для палеосередовища Бухти динозаврів, і від грецького «oryktes», що означає той, хто копає, посилаючись на міцну плечову кістку, з якої зроблено висновок про рийний спосіб життя. Вид названо на честь шоколадних цукерок Cadbury, посилаючись на темний колір голотипа, а також за «визнання та підтримку, надану» шоколадними цукерками Cadbury під час польових робіт, у результаті яких було виявлено зразок.

## Еволюція
Автори відзначають, що плечова кістка, здається, схожа за морфологією на збережені тахіглосиди, але не пов'язують її явно з єхидною на основі ряду важливих елементів, які відрізняються між нею та всіма відомими представниками родини. Вони прийшли до висновку, що якщо K. cadburyi насправді однопрохідний, то, ймовірно, стебловий. У 2009 році Canens та ін. тісніше пов'язали K. cadburyi з єхиднами. Цей аналіз, своєю чергою, був відхилений подальшим аналізом Філіпса, Беннетта та Лі у 2010 році, який знову виявив, що він відрізняється від тахіглосидів, хоча вони повторюють, що існує певна ймовірність того, що плечова кістка, яку приписують K. cadburyi, може належати до одночасних стовбурових монотрем Steropodon, який має такі ж розміри.